# 黃建福 (製作人)
黃建福（1957年12月11日－），臺灣資深電視節目製作人和經紀人，生於基隆市，基隆市中山區仙洞國民小學、基隆市立中山國民中學、臺灣省立基隆高級中學、中國文化大學中國文學系文學組畢業。
黃建福就讀於中國文化大學中國文學系文學組時期，即進入中國廣播公司李季準主持的『感性時間』及『知性時間』節目擔任主編，畢業後不久旋即從廣播跨足電視節目製作行業，二十七歲成為電視節目製作人，歷經老三台、超級電視台、TVBS及民間全民電視公司等各大電視台節目製作；1988年創立「奧瑞傳播事業有限公司」，1991年奧瑞傳播改組為「台灣天下傳播股份有限公司」；2001年4月與華威葛瑞廣告集團董事長郭承豐合作創立「豐動廣告有限公司」，結合電視節目製作暨公關行銷，提供客戶專案整合行銷的創新服務；2005年12月豐動廣告改組為「創義行銷製作股份有限公司」，承辦宗教公益慈善活動、民間企業整合行銷專案及政府政策宣導活動。2006年5月應邀入股鳳凰藝能，兼任董事及總經理。
1986-1998擔任中視週末大型綜藝節目《黃金拍檔》製作人，其後製作華視《鑽石舞台》、民視《畫說臺灣》、華視《今宵花月夜》等節目，1989年獲得中國時報評選為年度十大電視製作人。1990年，首創討論兩性關係的中視談話型節目《女人女人》，不僅兩度獲得電視金鐘獎肯定，開播以來節目中討論的話題，經常引發社會大眾街談巷議及報章雜誌的爭相報導，同時也開啟電視軟性談話型節目的製作風潮。
2001年後同步從事整合行銷及節目製作的專案服務，擔任過亞太影展、金馬獎、金鐘獎、金曲獎、金嗓獎等大型典禮製作人，2007年受邀出任全國政協禮堂「盛世華章 光影傳頌」香港回歸十周年電影界慶祝晚會總導演；與企業合作製作中視毛小孩節目《超級好狗命》、《狗喵同學會》及台視偶像劇《愛上千金美眉》、《獵人》等都深獲好評，共創雙贏。
身為廣播電視產業的資深製作人及經紀人，除了致力於發掘螢光幕前的演藝新人，黃建福對於幕後的人才培育也不遺餘力，先後擔任台視訓練班、華視訓練中心、廣電基金、VERY TOP電視人才訓練中心特約講師，及國立臺灣師範大學、屏東科大、世新大學、臺北藝術大學、崇佑影藝科技大學客座講師。

## 學歷
- 1981年 基隆仙洞國小、基隆中山國中、基隆中學、文化大學中文系文學組畢業
- 1983年 中華民國陸軍預官32期168師步七營營部連搜索排步兵少尉排長義務役退役

## 榮譽
- 1989年 中國時報評選年度十大電視製作人
- 1990、1992年 兩座金鐘獎

## 工作經歷

### 歷任
- 1984~2019 中華製作公司製作人暨節目部經理；創立：奧瑞傳播公司、台灣天下製作公司、創義行銷製作(股)公司
- 1990~1997 兼任：超級電視台節目製作顧問、重慶夢碟影藝公司顧問、香港百靈製作公司顧問、VERY TOP電視人才訓練中心董事
- 1990~2010 兼任：台視訓練班、華視訓練中心、廣電基金、VERY TOP電視人才訓練中心特約講師暨師範大學、世新大學、台北藝術大學客座講師
- 1990~1997 編著：女人女人叢書、台灣吃透透叢書、童話精靈有聲叢書總編輯兼發行人、文化大學華崗唱友會會長
- 1992~1997 兼任：SINGLE 雜誌總監、SINGLE 網站總監
- 1997~1998 兼任：民視節目部綜藝活動組組長
- 1999~2000 兼任：啟航國際公司總監、JU-BOX伴唱網站總監
- 2000~2005 華威葛瑞整合傳播集團豐動廣告公司總經理

### 現任
- 創義行銷製作股份有限公司 總經理
- 鳳凰藝能股份有限公司 董事總經理
- 海峽文化產業經濟發展協會 理事長
- 台北演藝經紀文化交流協會 執行常務理事
- 中華演藝經紀文創產業同業協會 執行理事
- 崇右影藝科技大學兼任教授

## 節目暨活動製作經歷
- 中廣－感性時間/知性時間
- 中視－黃金拍檔/女人女人/台灣歡樂窩/阿鴻當家/超級好狗命
- 華視－鑽石舞台/今宵花月夜
- 台視－就在今夜/愛上千金美眉/《獵人》等偶像劇
- TVBS－今夜女人香
- 1986~1991亞太影展、金馬獎、金鐘獎、金曲獎、金嗓獎製作人
- 法鼓山奠基大典、大悲心起開山落成大典、法華鐘啟用大典、承先啟後方丈交接大典、聖嚴法師紀念音樂會等節目製作人
- 夏日高雄系列活動
- 國際招商大會台中展場
- 台中世界薩克斯風大賽
- 緯創資通年終尾牙
- 2007全國政協禮堂「盛世華章 光影傳頌」香港回歸十周年電影界慶祝晚會總導演
- 2010~2014年鴻海集團年終慈善嘉年華
- 2010~2019客委會十二大節慶收冬戲全國巡演
- 2006~2015永齡基金會系列公益行銷
- 台北花博全國行銷專案
- 2008~2019國泰人壽全國歌唱暨啦啦隊大賽總製作人
- 葉啟田2017年驀然回首巡迴演唱會
- 資策會DIGI+ Talent數位大賞總製作人